# 柳和清
柳和清（1926年—2016年2月4日），男，祖籍浙江鄞县，生于上海，中国摄影家、香港企业家。妻子为演员王丹凤。

## 生平
柳和清祖籍浙江鄞县，生于上海实业家家庭。
20世纪40年代，其父柳中亮与叔父柳中浩在上海创办国泰影业公司。柳和清在上海念书，毕业后就加盟家族影业公司，帮忙打理生意，任金城大戏院总经理。1944年，结识王丹凤。
1949年后，公私合营，国泰影业公司成为后来的上海电影制片厂，成为新成立的中华人民共和国著名电影企业。1951年，与上海著名女演员王丹凤结婚。20世纪50年代，加入中国民建。上海电影制片厂成立后，曾担任宣传发行科副科长。
1989年，移居香港。在香港开设功德林素食餐馆，自任董事长。2011年，与王丹凤在香港共庆钻石婚。

## 家族
父亲柳中亮，原上海金城大戏院、国华影业、国泰影业老板，叔父柳中浩，也是老上海影视业传奇企业家。有妹柳慧琼，上海名媛。

## 轶事
在摄影方面颇有专长，曾任上海摄影家协会理事。